# Halleyjeva armada
Halleyjeva armada naziv je svemirskih sondi, od kojih je pet bilo uspješno, poslano da ispita Halleyjev komet tijekom njegova prolaska 1986. kroz unutarnji Sunčev sustav. Armada je uključivala jednu sondu Europske svemirske agencije, dvije sonde koje su zajednički projekti Sovjetskog Saveza i Francuske i dvije sonde Instituta za svemirske i astronautičke znanosti u Japanu. 

## Glavne svemirske sonde
Uključene Letjelice (prema redoslijedu najbližeg prilaska kometu): 
- Giotto (596 km), prva svemirska sonda za snimanje krupnih slika jezgre kometa. (ESA)
- Vega 2 (8.030 km), koja je bacila balonsku sondu i sletač na Veneru prije nego što je krenula prema Halleyju. ( Interkosmos SSSR / Francuska)
- Vega 1 (8.889 km), koja je bacila balonsku sondu i sletač na Veneru prije nego što je krenula prema Halleyju. (Interkosmos SSSR / Francuska)
- Suisei (151.000 km), poznat i kao PLANET-A. Podaci iz Sakigakea korišteni su za poboljšanje Suiseija za njegovu posvećenu misiju proučavanja Halleyja. (ISAS)
- Sakigake (6,99 milijuna km), prva japanska sonda koja je napustila zemaljski sustav, uglavnom je test tehnologije interplanetarne misije. (ISAS)

Bez mjerenja drugih svemirskih sondi, najbliža udaljenost Giotta bila bi 4.000 km umjesto 596 km.

## Ostale misije
Ostale svemirske sonde imale su svoje instrumente koji su pregledavali Halleyjev komet: 
- Pioneer 7 lansiran je 17. kolovoza 1966. godine. Stavljen je u heliocentričnu orbitu sa srednjom udaljenošću od 1,1 AU za proučavanje solarnog magnetskog polja, solarnog vjetra i kozmičkih zraka na široko odvojenim točkama solarne orbite. 20. ožujka 1986. svemirska letjelica preletjela je unutar 12,3 milijuna kilometara Halleyjeve komete i nadgledala interakciju između komernog vodikovog repa i solarnog vjetra.[1]
- Pioneer Venus Orbiter u orbiti Venere, bio je postavljen savršeno kako bi napravio mjerenja Halleyjevog kometa tijekom perihela 9. veljače 1986. godine. Njegov UV spektrometar promatrao je gubitak vode kada je Halleyjev komet bilo teško promatrati sa Zemlje.[2]
- International Cometary Explorer, koji je 1982. godine dodijeljena uloga istraživanja kometa, a posjetio je komet Giacobini-Zinner 1985., prošao je između Sunca i Halleyjevog kometa krajem ožujka 1986. i izvršio mjerenja.

### Propale i otkazane misije
Space Shuttle Challenger, kada je lansiran 28. siječnja 1986., nosio je SPARTAN-203 s misijom promatranja Halleyjevog kometa. STS-51L nije uspio doći do orbite, što je rezultiralo potpunim gubitkom posade i vozila. Taj neuspjeh u lansiranju rezultirao je otkazivanjem desetaka kasnijih misija šatla, uključujući i sljedeće planirano lansiranje, STS-61-E, koje je predviđeno za lansiranje 6. ožujka 1986., a njegov teret uključuje i opservatorij ASTRO-1, koja je bilo je namijenjeno obavljanju astronomskih promatranja Halleyjevog kometa. 

## Pretpostavljena opažanja iz svemira
- Opažanja kometa posade Sojuza T-15 koja je u ožujku 1986. napravila prvo putovanje u svemirsku stanicu Mir, a posljednje u Saljut 7 su nepoznata.

## Vanjske poveznice
- Slika Halleyja 1986. godine svemirskom sondom Giottp (ESA Giotto. Archive.org, 27. rujna 2011.)